# Villa Floridiana

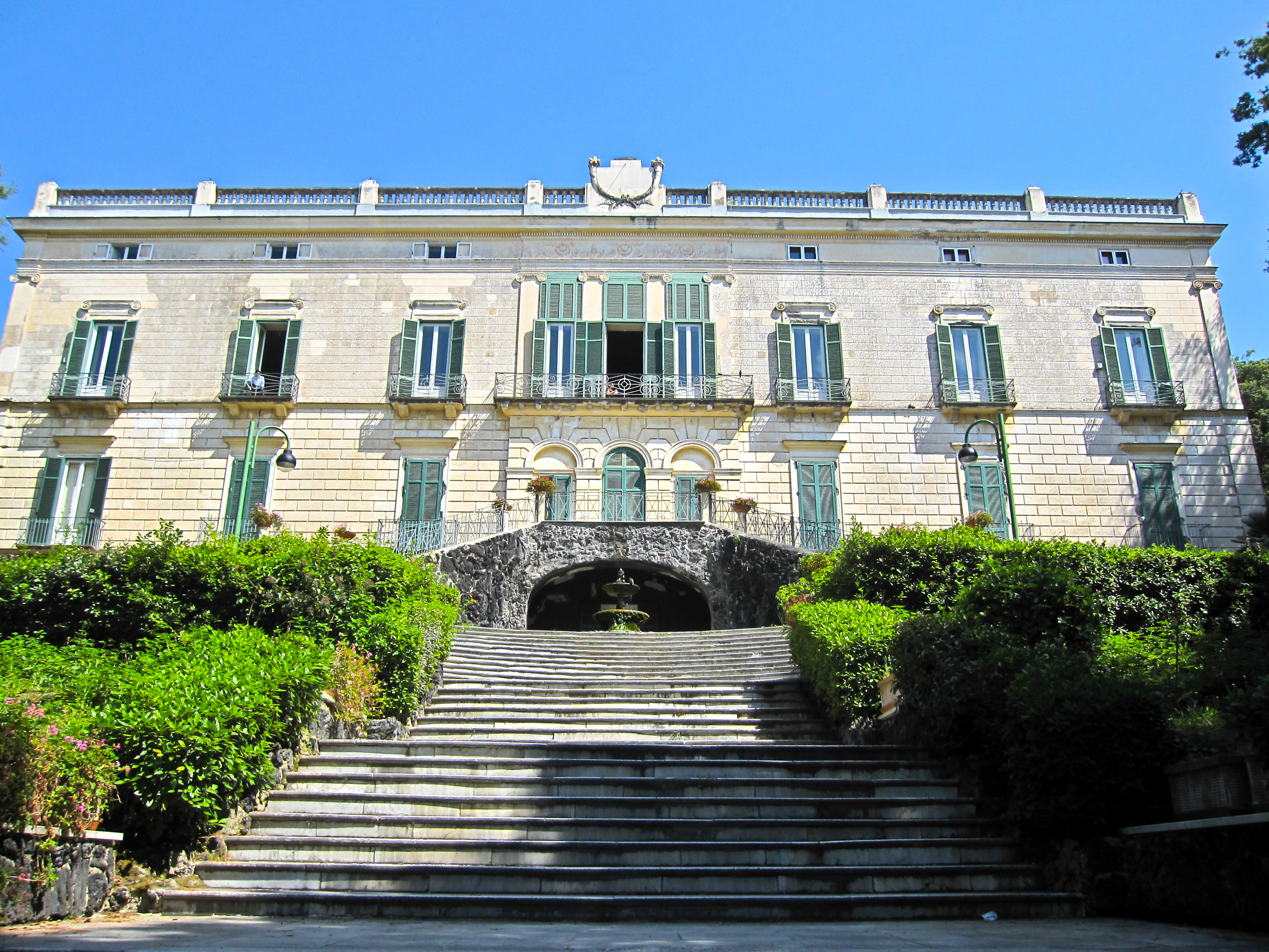
Villa Floridiana in Neapel

Die Villa Floridiana ist eine klassizistische Villa umgeben von einem großen Park auf dem Vomero in Neapel, Italien. 

## Geschichte
Im Juni 1815 kaufte Ferdinand IV. von Neapel den Grund auf dem Hügel Vomero als Sommerresidenz für seine Frau Lucia Migliaccio, Herzogin von Floridia, zu deren Ehren die Anlage den Namen Floridiana trägt.
Zwischen 1817 und 1819 wurde unter dem Architekten Antonio Niccolini das Gebäude neoklassizistisch umgebaut und die umliegenden Gärten im Stile der Romantik angelegt.
Die Gärten wurden vom Direktor des Botanischen Gartens, Friedrich Dehnhardt, mit verschiedensten Bäumen wie Eichen, Pinien, Platanen, Palmen, Zypressen und einer umfangreichen Sammlung von Kamelien ausgestattet.

## Museo nazionale della ceramica Duca di Martina
Seit 1927 beherbergt die Villa Floridiana das Museo nazionale della ceramica Duca di Martina, eine umfangreiche Sammlung von Majolika- und Porzellankunstwerken. 
Neben Porzellanen aus europäischen Manufakturen verfügt das Museum auch über eine eindrucksvolle Sammlung orientalischer Kunst mit chinesischen und japanischen Porzellanen, Kunstwerken aus Bronze, Jade und Email.